# Presidenti della CAF

La giurisdizione della CAF

Quella che segue è una lista dei presidenti della CAF,  l'organo di governo del calcio africano.

## Presidenti
| Ordine | Nome                      | Inizio in carica | Termine          | Periodo             | Nazionalità |
| ------ | ------------------------- | ---------------- | ---------------- | ------------------- | ----------- |
| 1      | Abdel Aziz Abdallah Salem | 1957             | 1958             | 1 anno, 0 giorni    | Egitto      |
| 2      | Abdel Aziz Moustafa       | 1958             | 1968†            | 10 anni, 0 giorni   | Egitto      |
| 3      | Abdel Halim Muhammad      | 1968             | 1972†            | 4 anni, 0 giorni    | Sudan       |
| 4      | Yidnekatchew Tessema      | 1972             | 18 agosto 1987 † | 15 anni, 229 giorni | Etiopia     |
| 5      | Abdel Halim Muhammad      | 18 agosto 1987   | 10 marzo 1988 ‡  | 0 anni, 205 giorni  | Sudan       |
| 6      | Issa Hayatou              | 10 marzo 1988    | 16 marzo 2017    | 29 anni, 6 giorni   | Camerun     |
| 7      | Ahmad Ahmad               | 16 marzo 2017    | 12 marzo 2021    | 3 anni, 362 giorni  | Madagascar  |
| 8      | Patrice Motsepe           | 12 marzo 2021    | -                | attuale             | Sudafrica   |

† Indica che il titolo di Presidente Onorario è stato conferito dopo aver lasciato l'ufficio.
‡ ha agito per un periodo transitorio dal 18 agosto 1987 in seguito alla morte di Tessema ad Addis Ababa, per malattia, fino al 10 marzo 1988, quando l'Assemblea Generale, riunita a Casablanca e Issa Hayatouè stato eletto presidente della CAF.